# Culladia
Culladia é um gênero de mariposa pertencente à família Crambidae.